# Heinrich Rosin (Mediziner)

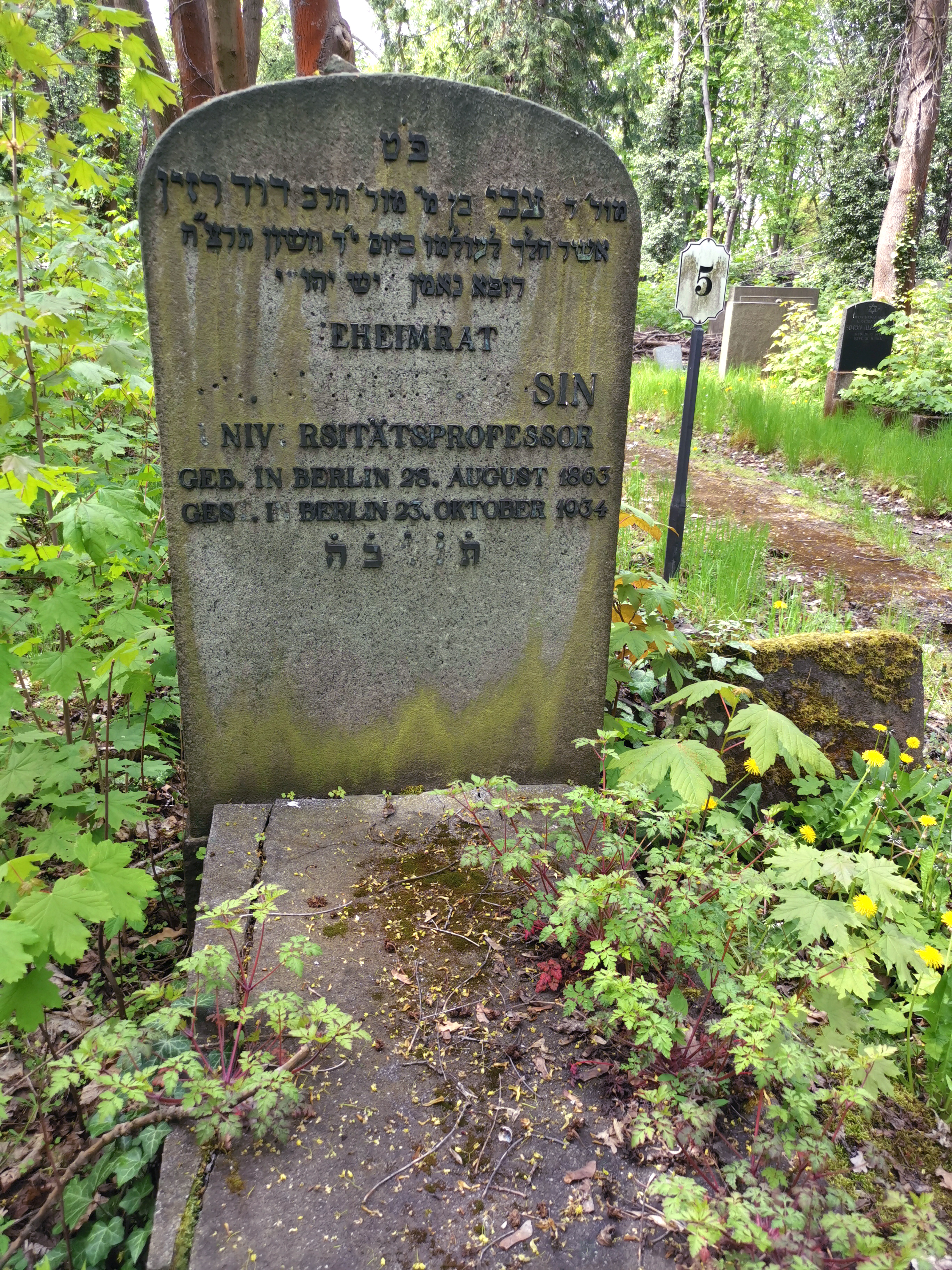
Grab auf dem Jüdischen Friedhof Berlin-Weißensee, Feld M 7 (Inschrift nur fragmentiert erhalten)

Heinrich Rosin (* 23. August 1863 in Breslau; † 23. Oktober 1934 in Berlin) war ein deutscher Internist.
Heinrich Rosin studierte Medizin in Breslau und Freiburg im Breisgau, wo er 1887 promoviert wurde. Ab 1896 war er Privatdozent  und ab 1921 außerordentlicher Professor für innere Medizin an der Friedrich-Wilhelms-Universität Berlin. 1933 wurde ihm als Jude durch die Nationalsozialisten die Lehrbefugnis entzogen.
Seine Ehefrau Anna Babette Büchenbacher (Heirat 1906) starb 1945 im KZ Bergen-Belsen, sein Sohn Hans David starb 1942 im KZ Auschwitz, seine Tochter Eva Esther 1997 in Santa Barbara.

## Schriften
- Ueber das idiopathische multiple pigmentlose Hautsarkom, Breslau: Schatzky 1887 (Dissertation)
- Normale und pathologische Histologie des centralen Nervensystems, in: Deutsche Klinik, 1906
- Physikalische Therapie der Anaemie und Chlorose: Basedowsche Krankheit, Stuttgart: F. Enke 1906
- Herz, Blutgefässe und Blut und deren Erkrankungen, Leipzig: Teubner 1910
- Das Blut und seine Bedeutung für Gesundheit und Krankheit, Leipzig: Max Hesse 1912
- Die Juden in der Medizin, Berlin: Philo 1926